# Панова, Галина Сергеевна
Галина Сергеевна Панова (род. 1955) — советский и российский учёный, доктор экономических наук, профессор.

## Биография
Родилась 2 марта 1955 года в Москве.
В 1972 году поступила на Кредитно-экономический факультет Московского финансового института (МФИ, ныне Финансовый университет при Правительстве РФ), который в 1977 году окончила с отличием. В институте руководила факультетским бюро ВЛКСМ, затем стала членом партийного бюро КЭФ. Участвовала в студенческих строительных отрядах, работала на целине. Решением Ученого совета МФИ была рекомендована в аспирантуру по кафедре «Денежное обращение и кредит».
После окончания аспирантуры в октябре 1980 года началась педагогическая деятельность Галины Сергеевны началась в Московском финансовом институте, в котором она трудится по настоящее время. С 1980 по 1997 годы работала на кафедре «Банковское дело» (ранее — «Денежное обращение и кредит»), с сентября 1997 по декабрь 2000 года была директором Института профессиональной подготовки и повышения квалификации кадров по финансово-банковским специальностям (ИППК) и заведующей кафедрой «Деньги, кредит, банки». С декабря 2000 по июль 2002 года являлась проректором Финансовой академии при Правительстве РФ. Затем возглавляла Институт профессиональной подготовки кадров финансово-банковской сферы. С 2005 года — генеральный директор Исследовательского фонда «Институт социально-экономического и инвестиционного проектирования». В 2006—2008 годах Панова — директор Международного центра стратегических экономических исследований и проектов Финансовой академии при Правительстве Российской Федерации. С 2012 года — заведующая кафедрой «Банки, денежное обращение и кредит» МГИМО МИД России.
По результатам научных исследований Г. С. Панова подготовила и опубликовала первую в России монографию «Банковское обслуживание частных лиц» (1994), одну из первых монографий по оценке реального состояния коммерческих банков — «Анализ финансового состояния коммерческого банка» (1996, 1997), первую монографию «Кредитная политика коммерческого банка» (1997). Галина Сергеевна была членом редколлегии и авторского коллектива монографии «Банковская система России. Настольная книга банкира» (1995) и удостоена Премии Президента РФ в области образования за 1998 год. Она участвовала в подготовке «Российской банковской энциклопедии» (1995); была автором и соруководителем раздела «Банковская система» «Финансово-кредитного энциклопедического словаря» (2002), автором ряда учебников для высших учебных заведений по банковскому делу, теории денег, кредита и банков. Всего имеет более 120 опубликованных работ.
Результаты научных исследований Пановой были оформлены и защищены в кандидатской (1980 год, тема «Метод кредитования по обороту и пути его совершенствования») и докторской (1997 год, тема «Кредитная политика коммерческого банка во взаимоотношениях с населением») диссертациями. В 1987—1988 годах Г. С. Панова по рекомендации Министерства образования СССР была направлена на научную стажировку в Лондонскую школу экономики (Великобритания), а в 1992—1993 годах по результатам конкурсного отбора получила право работать в качестве приглашённого профессора в одном из самых престижных западных вузов — Стэнфордском университете США. Также участвовала в работе краткосрочных семинаров по линии Всемирного банка в России, Казахстане, Узбекистане и на Украине (1992—1997 годы). В 1999—2001 годах Г. С. Панова принимала участие в работе Экспертного совета Министерства образования РФ. В настоящее время она является членом Экспертного совета Ассоциации российских банков, экспертом Комитета Государственной Думы РФ по кредитным организациям.
В 1998 году она была избрана членом-корреспондентом, а в 1999 году — действительным членом Академии экономических наук и предпринимательской деятельности (АЭППД). Па торжественном собрании АЭНПД, посвященном 10-летию Академии (2001), Г. С. Панова была награждена почетной грамотой за активную научную и организационную работу.

## Награды и звания
Лауреат премии Президента Российской Федерации в области образования (1998), Лауреат Всероссийского конкурса «Лидер в образовании» (2003), Лауреат премии общественного признаний достижений женщин России «Олимпия» в номинации «Наука и образование» (2005).